# تاوان (رمان)
تاوان (به انگلیسی: Atonement) رمانی از ایان مک‌یوئین است که در سال ۲۰۰۱ منتشر شد. این رمان در سال‌های بعد از جنگ جهانی دوم سپری می‌شود و در این میان به خاطرات سال‌های جنگ می‌پردازد.
به نظر برخی منتقدان این اثر بهترین اثر نویسنده شناخته می‌شود که در سال ۲۰۰۱ برنده جایزه بوکر در بخش داستان شد.
مجله تایم در سال ۲۰۱۰ رمان تاوان را در فهرست ۱۰۰ اثر برتر منتشر شده انگلیسی از سال ۱۹۲۳ به این سو معرفی کرد.
در سال ۲۰۰۷ نیز فیلمنامه‌ای از این اثر اقتباس شد و فیلمی با عنوان تاوان به کارگردانی جو رایت ساخته شد.
رمان تاوان در سال ۱۳۹۱ با ترجمه مصطفی مفیدی از سوی انتشارات نیلوفر منتشر شد. چند هفته پس از انتشار، این رمان از کتاب فروشی‌ها جمع شد. علی اسماعیلی؛ سرپرست وزارت فرهنگ و ارشاد اسلامی دربارهٔ جمع‌آوری این رمان عنوان کرده بود: قبل انتشار این رمان موارد لازم به تغییر به ناشر آن تذکر داده شده بود اما ناشر آن بدون توجه به تذکرات اقدام به نشر رمان کرده‌است که برابر مقررات با آن برخورد می‌شود.